# ブレーメン4 地獄の中の天使たち
『ブレーメン4 地獄の中の天使たち』（ブレーメンフォー じごくのなかのてんしたち）は、手塚治虫原作のテレビアニメ。　

## 概要
日本テレビ『24時間テレビ 愛は地球を救う4』内で放送のテレビアニメスペシャル第4弾。90分作品で、1981年8月23日（日曜） 10時00分 - 12時00分（日本標準時）の2時間枠で放送。
グリム兄弟の童話『ブレーメンの音楽隊』をモチーフに、手塚自身の旧作『W3』のSFテイストを融合させた反戦メッセージ色の強い作品に仕上がっている。動物たちを主人公としているだけに『ユニコ』や『ジャングル大帝』のレオ（子供時代）など、手塚の動物アニメからの出演も多い。人間キャラではブラック・ジャックやヒゲオヤジ、アセチレン・ランプ、レッド公らをはじめとして、『ドン・ドラキュラ』のドラキュラや『鉄腕アトム』のアトム、ピノコなどが出演している。また、手塚のスター・システムに殆ど登場したことのない『七色いんこ』のいんこがパーティー客として出演している。
本作のキー・パーソンの一人プレスト大佐は、『プライム・ローズ』のキャラクター「ピラール総督」をほぼそのままデザイン流用していた。そのため、2年後に放送された『タイムスリップ10000年プライム・ローズ』では、ピラールのキャラクターデザインが大幅に変更されている。
なお本作は製作が間に合わず、オンエア前日の8月22日に当時アマチュアでアニメを制作していたDAICON FILMに手伝いを要請するほどだった。岡田斗司夫によると結局作品は未完成のまま放映されたという。放映後に全体の約1/3が作り直されており、オンエア版は市販されていない。この失態が原因で翌年は原作者・制作会社共に異なる『アンドロメダ・ストーリーズ』が制作されている。
本作は1983年6月25日に台湾で劇場公開された（北京語吹替版）、タイトルは「4神奇」（でもフィルムの映像素材はオンエア版の可能性がある）。同年の第20回金馬奨では「最優秀アニメ賞」受賞した。

## ストーリー
白猫のコーダは、戦火に焼かれはぐれた飼い主のトリオ少年を捜すため、偶然に知り合った呑気なロバのラルゴや落ちこぼれ軍用犬アレグロ、太った雌鶏のメヌエットと協力して都を目指す。道中で命を救った異星人のロンドから人間に変身できるアイテムを授けられた4匹は、人間体へと変身して音楽隊「ブレーメン4」を結成。陽気で愉快な音楽を奏でて子供たちを魅了、たちまち国民的なアイドルへと祭り上げられるが…。

## 登場人物
コーダ
声 - 岡本茉利
トリオが飼っている白猫。戦争で行方不明になったトリオを探すため、都に向かう。
ラルゴ
声 - 富山敬
人間にこき使われていたロバ。口数は少ないが、根は良い性格の持ち主。
アレグロ
声 - 石丸博也
プレスト軍の軍用犬。軍隊生活に嫌気が差して軍を抜け出し、コーダたちと共に都に向かう。
メヌエット
声 - 京田尚子
町で飼われていた雌鶏。歌が得意。
カール・プレスト大佐
声 - 井上真樹夫
某国軍隊の司令官。核爆弾を搭載した戦車を率いて、コーダたちの暮らす国を侵略する。
資料によっては、名前が「ブレスト」と表記されている。
ブラック・ジャック
声 - 野沢那智
戦争で親を喪った孤児の世話をしている男。
トリオ
声 - 菅谷政子
コーダの飼い主。プレスト軍に母親を殺され孤児になり、都でブラック・ジャックと共に暮らしている。
アダジオ親方
声 - 富田耕生
人形劇「ブレーメン座」の親方。正体はゲリラの隊長。
老プレスト
声 - 大塚周夫
プレスト大佐の父親で、某国軍隊の将軍。自分の夢だった世界征服を実現させるため、息子を軍人として育てる。
資料によっては、名前が「ブレスト」と表記されている。
ロンド
声 - 弥永和子
人間との共存を求めて地球に来た宇宙人。助けてもらったお礼に、コーダたちに人間に変身できるアイテムを渡す。
レント伯爵
声 - 辻村真人
コーダたちが暮らす国の総理大臣。降伏した後に、プレスト軍に撃ち殺される。
リーダー
声 - 谷口節
アダジオの部下。
トリオの母
声 - 宗形智子
プレスト軍に殺される。
その他
声 - 西村知道、増岡弘、広瀬正志、緒方賢一、田原アルノ

## スタッフ
- 原案 - 手塚治虫
- 企画 - 都築忠彦（日本テレビ）、吉川斌（日本テレビ）
- プロデューサー - 武井英彦（日本テレビ） ほか
- 総監督 - 手塚治虫
- 演出 - 手塚治虫、笹川ひろし
- キャラクターデザイン - 手塚治虫
- 脚本 - 手塚治虫
- メカデザイン - 坂口尚
- 美術 - 中村光毅
- 作画監督 - 宇田川一彦
- 原画 - 手塚治虫、金田伊功、西村緋祿司 ほか
- 音楽 - 樋口康雄
- エンディングテーマ - 『ブレーメンマーチ』
  - 作詞 - 手塚治虫 / 作曲・編曲 - 樋口康雄 / 歌 - 劇団こまどり
- 選曲 - 鈴木清司
- 効果 - 倉橋静男
- 演出補佐 - 今川康宏
- 制作 - 日本テレビ、手塚プロダクション